# André Giriat
André Giriat (ur. 20 sierpnia 1905 w Villeurbanne, zm. 11 lipca 1967 w Saint-Chamond) – francuski wioślarz, brązowy medalista olimpijski.
Wystąpił na igrzyskach olimpijskich w Los Angeles w 1932, gdzie Francuzi w składzie: Anselme Brusa, André Giriat i Pierre Brunet zdobyli brązowy medal w dwójkach ze sternikiem. W wyścigu finałowym o 15,4 sekundy wyprzedzili ich reprezentanci USA i 10,0 sekund Polacy. Na rozgrywanych cztery lata później igrzyskach olimpijskich w Berlinie zajął czwarte miejsce w dwójkach podwójnych. Walkę o podium Francuzi przegrali tam z Polakami o 6,1 sekundy.
Na mistrzostwach Europy w Paryżu w 1931 zdobył złoty medal w dwójkach ze sternikiem. Ponadto na mistrzostwach Europy w Berlinie w 1935 roku był trzeci w dwójkach podwójnych. 
Dziesięciokrotnie zdobywał mistrzostwo Francji: w jedynkach w 1925, w dwójkach ze sternikiem w latach 1927 i 1931, dwójkach podwójnych w latach 1935-37 i 1939, w ósemkach w latach 1942 i 1943 oraz w jedynkach w 1945 roku.